# Kazys Skučas
Kazys Skučas, litovski general, * 1894, † 1941.